# ليالي بيرزيت
مهرجان ليالي بيرزيت هوَ مَهرجان فني يُقام كل عام في حرم الجامعة لمدة ثلاث أيام، يستضيف خلالها عروضاً غنائية وتراثية وثقافية متنوعة لفرق عربية وفلسطينية، ويعتبر مهرجان ليالي بيرزيت ظاهرة فنية وطنية تعمق وترسخ مفاهيم حفظ التراث والفن الفلسطيني الراقي والملتزم، إذ يشكل المهرجان هوية وطنية بحتة وعنوان يحافظ على المحتوى والمنتج الفلسطيني بشكل محترف، إضافة إلى كونه ملتقى للأجيال التي واكبت جامعة بيرزيت وعشقتها ودرست أو عملت بها. 
أقامت جامعة بيرزيت المهرجان الأول في العام 1984 في الحرم القديم في بلدة بيرزيت ومع إنطلاق الإنتفاضة الأولى في العام 1987 توقف المهرجان وأعيد إحياء هذا النشاط في العام 2011. يشارك في المهرجان العديد من الفرق الفنية الفلسطينية والعرببة في كل عام، ومن الفرق الفنية المشاركة: فرقة جذور للدبكة الشعبية، فرقة سنابل جامعة بيرزيت، فرقة زمن عكا، فرقة وشارح للرقص الشعبي، فرقة الفنون الشعبية الفلسطينية وفرقة أصايل للفنون الشعبية. وبعض نجوم الفن الذين قاموا بالمشاركة في المهرجان هم: الفنانة سناء موسى، والفنان ماجد عزام. وغيرهم الكثير من كتّاب الرواية والقصص القصيرة. ويشهد المهرجان سنوياً حضوراً ضخماً من المواطنين من مختلف أنحاء الضفة ومناطق فلسطين الداخل المحتل.
وكما تم الذكر سابقاٌ فقد أعادت جامعة بيرزيت إحياء مهرجان ليالي بيرزيت في شهر حزيران من عام 2011 والذي استمر ليومين مليئين بعدد من العروض الفنية والغنائية الشعبية والتي قدمتها ثلاث فرق فلسطينية منها فرقة زمن العكاوية، وبحضور رئيس الوزراء سلام فياض، وعضو اللجنة المركزية لحركة 'فتح' اللواء جبريل الرجوب، ومحافظ رام الله والبيرة ليلى غنام، ووزيرة الثقافة سهام البرغوثي، والمستشار الاقتصادي للرئيس محمد مصطفى، وجمع غفير من المواطنين وقد حضر المهرجان في العام 2011 ما يقارب 5000 شخص على مدار يومين. ومن ثم انطلق في 18 حزيران 2012 مهرجان «ليالي بيرزيت» بنسخته الثانية والذي استمر لمدة ثلاثة أيام. وشارك في حفل الافتتاح كل من الفنانة ريم تلحمي وفرقة الفنون الشعبية وفرقة صمود للدبكة الشعبية وفرقة جذور. وقد افتتح المهرجان بحضور كل من رئيس جامعة بيرزيت د.خليل الهندي ورئيس الوزراء الفلسطيني سابقاً د.سلام فياض ووزيرة الثقافة سهام البرغوثي، ومحافظ رام الله والبيرة ليلى غنام، وأعضاء مجلس الأمناء، والهيئة التدريسية وعدد كبير من الوزراء ورؤساء الشركات المساهمة والشخصيات الوطنية البارزة، وجمع غفير من المواطنين والطلبة. وليستمر المهرجان في يومه الثالث في العديد من العروض الفنية الأخرى والذي كان بمشاركة كل من الفنانة سناء موسى، فرقة وشاح للرقص الشعبي، فرقة اوف
الإستعراضية، فرقة سرية رام الله. أمّا يومه الثالث فكان بمشاركة فرقة سنابل للغناء وفرقة موال النصراوية.
ومن ثم انطلق في 18 حزيران 2012 مهرجان «ليالي بيرزيت» بنسخته الثانية والذي استمر لمدة ثلاثة أيام. وشارك في حفل الافتتاح كل من الفنانة ريم تلحمي وفرقة الفنون الشعبية وفرقة صمود للدبكة الشعبية وفرقة جذور. وقد افتتح المهرجان بحضور كل من رئيس جامعة بيرزيت د.خليل الهندي ورئيس الوزراء الفلسطيني سابقاً د.سلام فياض ووزيرة الثقافة سهام البرغوثي، ومحافظ رام الله والبيرة ليلى غنام، وأعضاء مجلس الأمناء، والهيئة التدريسية وعدد كبير من الوزراء ورؤساء الشركات المساهمة والشخصيات الوطنية البارزة، وجمع غفير من المواطنين والطلبة. وليستمر المهرجان في يومه الثالث في العديد من العروض الفنية الأخرى والذي كان بمشاركة كل من الفنانة سناء موسى، فرقة وشاح للرقص الشعبي، فرقة اوف الإستعراضية، فرقة سرية رام الله. أمّا يومه الثالث فكان بمشاركة فرقة سنابل للغناء وفرقة موال النصراوية.
واستمر هذا المهرجان ليتكلل بالنجاح في عامه الثالث في الشهر السادس من 2013 بعد الانقطاع الذي دام لأكثر من ربع قرن، ليستمر لمدة يومين.وحضر الليلة الأولى من المهرجان عدد من الشخصيات السياسية والأكاديمية والمجتمعية المرموقة، إضافة إلى حشود من أهالي محافظة رام الله والبيرة وطلبة الجامعة. وبمشاركة فاعلةٍ من عددٍ من الفرق الفنية حيث شارك في اليوم الأول كل من فرقة نقش للغناء، فرقة أصايل للفنون الشعبية وفرقة جذور للدبكة الشّعبيّة. أمّا في اليوم الثاني فقد شارك فيه فرقة سنابل للعزف والغناء وفرقة فنون للفنون الشعبية، فرقة جوقة حق الغناء والفنان أحمد قعبور.
وكما هو معتاد في شهر حزيران من كل عام، ففي عام 2014 أحيت عمادة شؤون الطلبة المهرجان في نسخته الرّابعة. وقد تم افتتاح المهرجان الذي استمر لعامين الذي تخلله العديد من العروض الفنية، فقد شارك في اليوم الأول كل من فرقة جذور للدبكة الشعبية والعرض الأول للعمل الغنائي «دلعونا» بقيادة الموسيقار سيمون شاهين وبمشاركة: الفنانة سناء موسى، الفنان علي موسى، الفنان ماجد عزام، فرقة يللان، وفرقة الفنون الشعبية الفلسطينية. أما اليوم الثاني فشارك فيه فرقة زمن من عكا، فرقة سنابل / جامعة بيرزيت، فرقة وشاح للرقص الشعبي، والشاعر زاهي وهبي والفنانة أميمة الخليل في بث مباشر من لبنان. وفي هذا العام انطلقت الفعاليات الصباحيّة المرافقة للمهرجان من ندوات ثقافية ومسرحيات وأفلام ومعارض للكتب والصور وزيارات لعديد من الأدباء والشّعراء.
وفي شهر تموز من عام 2015 تم إحياء المهرجان من جديد كالمعتاد من كل عام ليستمر ليومين حيث أنه تم عرض إنتاج خاص بعنوان «نزلنا ع الشوارع» مع الفنان سامر جرادات وهو إنتاج فلسطيني وقد تخلل هذا المهرجان الفعاليّات الصباحية التي انطلقت من العام السابق في مهرجان 2014. وقد تخلل الفعاليات الصباحية في العام الحالي العديد من النشاطات الفنيّة ومنها توقيع كتب تطلق لأول مرة لعديد من الكتاب الكبار. حيث تخلل المهرجان مشاركة العديد من الفرق الفنية فبرنامج اليوم الأول كان بمشاركة كل من فرقة بلدنا من المملكة الأردنية الهاشمية، فرقة سنابل من جامعة بيرزيت وفرقة براعم الفنون: العرض الفني «طلت». أمّا بالنسبة لليوم التالي فقد كان بمشاركة فرقة جذور للدبكة الشعبية، فرقة اوف الاستعراضية وعرض «نزلنا ع الشوارع» من إنتاج سامر جرادات.
عند البدء بفعاليات المهرجان يكون هنالك نصيبٌ للصحافة لإحياء فعاليته بحيث يتم نشر كافة تفاصيل المهرجان من مواعيد وعروض وكلمات وإجراءات وأيّة تفاصيل أخرى على صفحاتها الإخبارية، ومنها: دنيا الوطن، معاً، راية اف ام... الخ.
وفي لقاءٍ صحفيٍّ يحدث كل عام عند بدء هذا المهرجان مع عميد شؤون الطلبة ورئيس لجنة المهرجان محمد الأحمد يؤكد على أهمية المهرجان ودوره الكبير في إحياء التراث والفنّ الفلسطيني من جديد وربط ودعم تواصل جامعة بيرزيت مع أبناء الشعب الفلسطيني.

## المَراجع
1. ↑  "مهرجان ليالي بيرزيت". جامعة بيرزيت. مؤرشف من الأصل في 2024-02-20. اطلع عليه بتاريخ 2024-03-05.
2. 1 2 3 4 5  "افتتاح مهرجان ليالي بيرزيت". افتتاح مهرجان ليالي بيرزيت. جامعة بيرزيت - دائرة العلاقات العامة. 28، تموز 2015. مؤرشف من الأصل في 24 أكتوبر 2015. {{استشهاد ويب}}: تحقق من التاريخ في: |تاريخ= (مساعدة)
3. ↑  "مهرجان "ليالي بيرزيت" يضيء بانطلاقته سماء جامعة بيرزيت". مهرجان "ليالي بيرزيت" يضيء بانطلاقته سماء جامعة بيرزيت. 20 يونيو 2013. مؤرشف من الأصل في 2014-02-20.
4. 1 2  "مهرجان بيرزيت لعام 2014". 8/06/2014. مؤرشف من الأصل في 31 مايو 2016. {{استشهاد ويب}}: تحقق من التاريخ في: |تاريخ= (مساعدة)